# Usson-du-Poitou
Usson-du-Poitou is een gemeente in het Franse departement Vienne (regio Nouvelle-Aquitaine) en telt 1367 inwoners (1999). De plaats maakt deel uit van het arrondissement Montmorillon.

## Geografie
De oppervlakte van Usson-du-Poitou bedraagt 72,0 km², de bevolkingsdichtheid is 19,0 inwoners per km².
De onderstaande kaart toont de ligging van Usson-du-Poitou met de belangrijkste infrastructuur en aangrenzende gemeenten.

## Demografie
Onderstaande figuur toont het verloop van het inwonertal (bron: INSEE-tellingen).

## Externe links

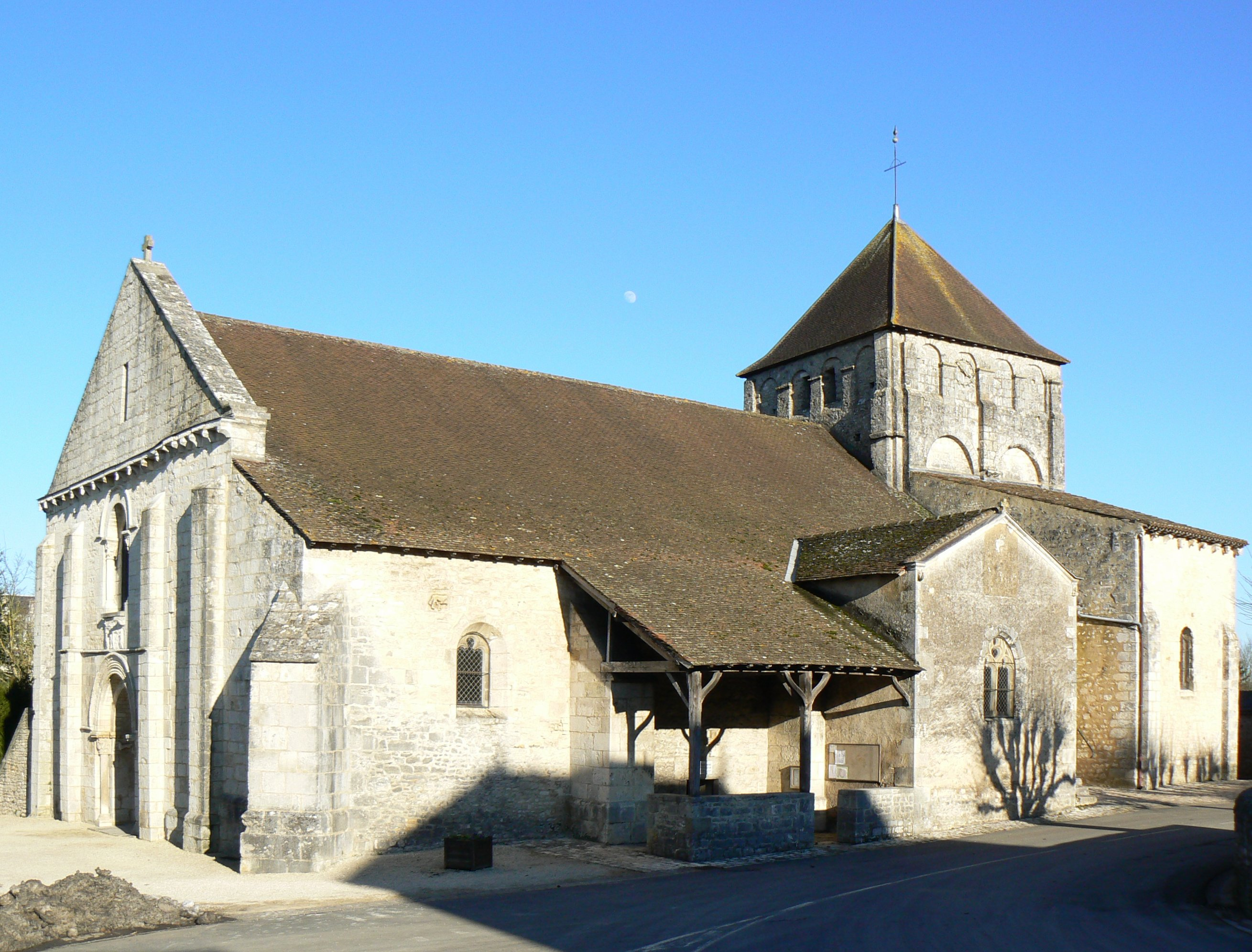
Kerk